# Działanie zeroargumentowe
Działanie zeroargumentowe (element wyróżniony) – pojęcie służące do zapisu stałej jako działania algebraicznego. Ma ono swoje zastosowanie prawie wyłącznie jako element opisu pewnej algebry ogólnej: krotki zawierającej jako pierwszy element swój nośnik (zbiór elementów), a następnie działania.

## Definicja
Niech {\displaystyle X} będzie dowolnym zbiorem. Działaniem zeroargumentowym określonym w {\displaystyle X} nazywa się funkcję {\displaystyle c\colon X^{0}\to X,} gdzie przez {\displaystyle X^{0}} rozumie się singleton {\displaystyle \{\varnothing \}.} Zwykle działaniom zeroargumentowym nie przypisuje się oddzielnych oznaczeń literowych czy symbolicznych, gdyż są jednoznacznie identyfikowane przez wyróżniane przez siebie elementy (swoje obrazy).

## Przykłady
Działanie {\displaystyle z\colon \mathbb {R} ^{0}\to \mathbb {R} } dane wzorem {\displaystyle z(\varnothing )=-1,} oznaczane zwykle przez {\displaystyle z,} wyróżnia element {\displaystyle -1\in \mathbb {R} .} Powyższe oznacza dokładnie to samo, co stwierdzenie, że {\displaystyle z} jest stałą o wartości {\displaystyle -1.}
Ciało liczb rzeczywistych oznacza się krotką {\displaystyle (\mathbb {R} ,+,\cdot ,-,\centerdot ^{-1},0,1),} gdzie pierwszy element jest rzeczonym nośnikiem (zbiór liczb rzeczywistych), a kolejne trzy pary są działaniami, odpowiednio: dwuargumentowymi, jednoargumentowymi, zeroargumentowymi.